# Salteras
Salteras es un municipio español de la provincia de Sevilla, Andalucía, España. Su extensión es de 57,5 km². Cuenta con una población de 5580 habitantes (INE 2024). 

## Geografía
Integrado en la comarca de El Aljarafe, se sitúa a 15 kilómetros del centro de Sevilla. El término municipal está atravesado por la Autovía Ruta de la Plata (A-66) y por la carretera nacional N-630, entre los pK 801 y 805, además de por la carretera autonómica A-8077, que conecta con Valencina de la Concepción y Olivares, y por carreteras locales que permiten la comunicación con Gerena. 
| Noroeste: Gerena   | Norte: Gerena y Guillena | Nordeste: La Algaba                                               |
| Oeste: Olivares    |                          | Este: La Algaba, Sevilla, Santiponce y Valencina de la Concepción |
| Suroeste: Olivares | Sur: Espartinas          | Sureste: Valencina de la Concepción                               |

El relieve del municipio es predominantemente llano, existiendo sólo algunos cerros en la zona más occidental. El sector oriental está regado por la Rivera de Huelva, que hace de límite natural con La Algaba. La altitud oscila entre los 195 metros en un cerro al oeste, en el límite con Olivares, y los 10 metros a orillas de la Rivera de Huelva. El pueblo se alza a 148 metros sobre el nivel del mar. 

## Historia

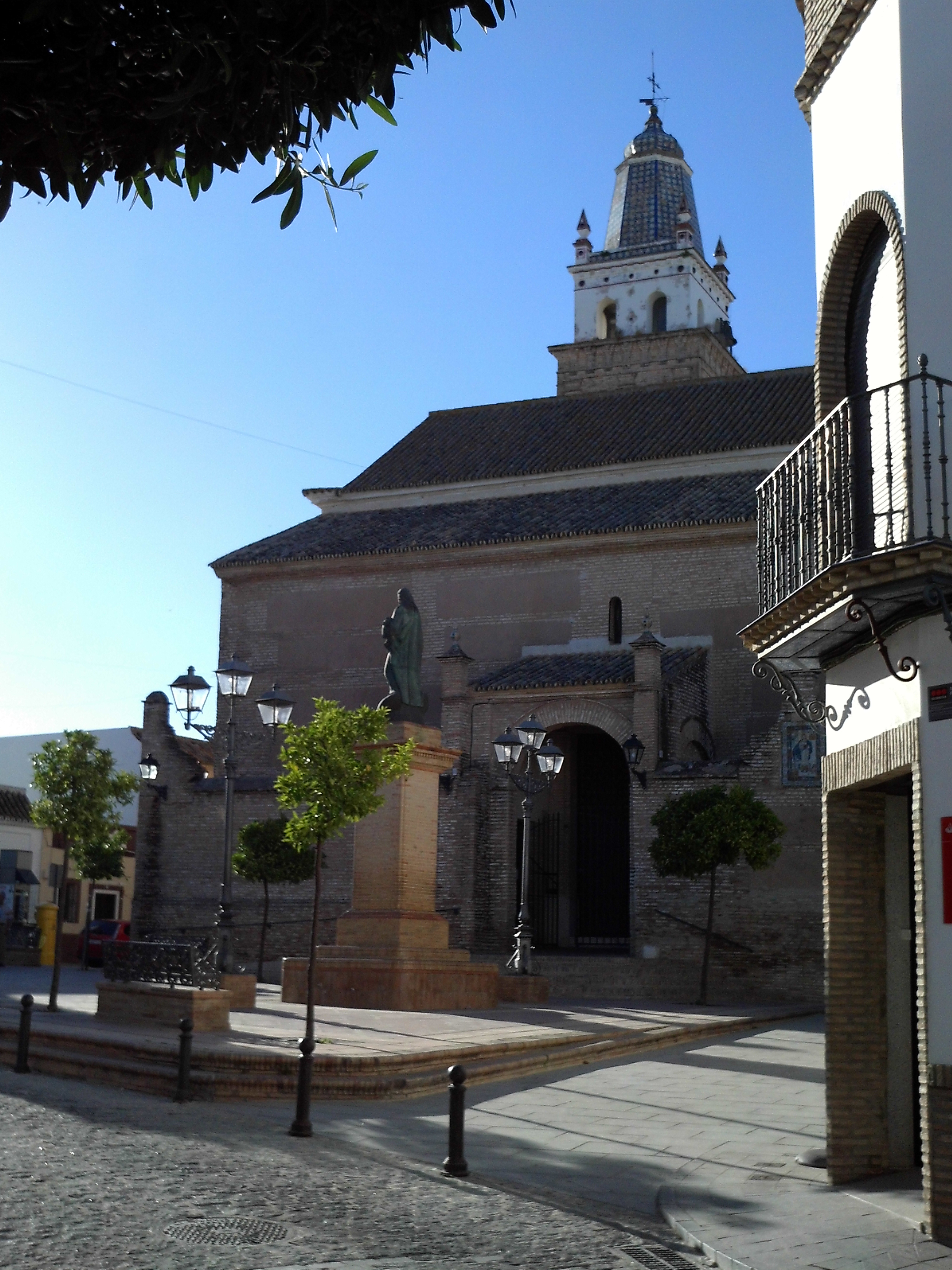
Iglesia de Nuestra Señora de la Oliva, al fondo, y monumento al Sagrado Corazón, en la plaza de España de la localidad.

El núcleo principal se encuentra en un cerro que debió de estar poblado desde la Prehistoria. En la época romana esta localidad se llamaba Paesula (nombre que aparece en el escudo). De la etapa romana se han conservado algunos cipos funerarios que, ataño, fueron usados como marmolillos en algunas calles. También hay constancia de presencia visigoda, como atestigua una lápida funeraria del siglo VI que se encuentra en la parroquia. Durante la etapa árabe fue una alquería que se unió a caseríos cercanos para crear un núcleo mayor. Tras la Reconquista Fernando III le dio el título de "villa" y la entregó como realengo a alguien de su corte. En el siglo XV Juan II le concedió el privilegio de ser "calle, guarda y collación de Sevilla" (es decir, la consideró jurídicamente como un barrio de Sevilla, con los mismos fueros y derechos).
En 1594 contaba con 355 vecinos pecheros. En el siglo XVII esta población fue adquirida por el caballero Juan de Federegui, que traerá a más población. En 1641, Gaspar de Guzmán, conde-duque de Olivares compró la villa, pero como no satisfizo el pago esta fue adquirida finalmente por Luis Méndez de Haro, el cual, a su vez, la vendió a la casa de Alba.
Durante la Guerra de la Independencia, una vecina, Francisca Pérez-Cerpa, se convirtió en heroína. Fue considerada como tal por las Cortes de Cádiz, que le concedieron, además de una pensión vitalicia de tres pesetas, el grado honorífico de coronel, que ostentó hasta su muerte, en 1815. Con siete hijos, armó y vistió a los tres mayores, para lo cual hubo de vender todos sus bienes, incluida la vaca de la que se sustentaban, viéndose obligada a subsistir de la limosna pública.

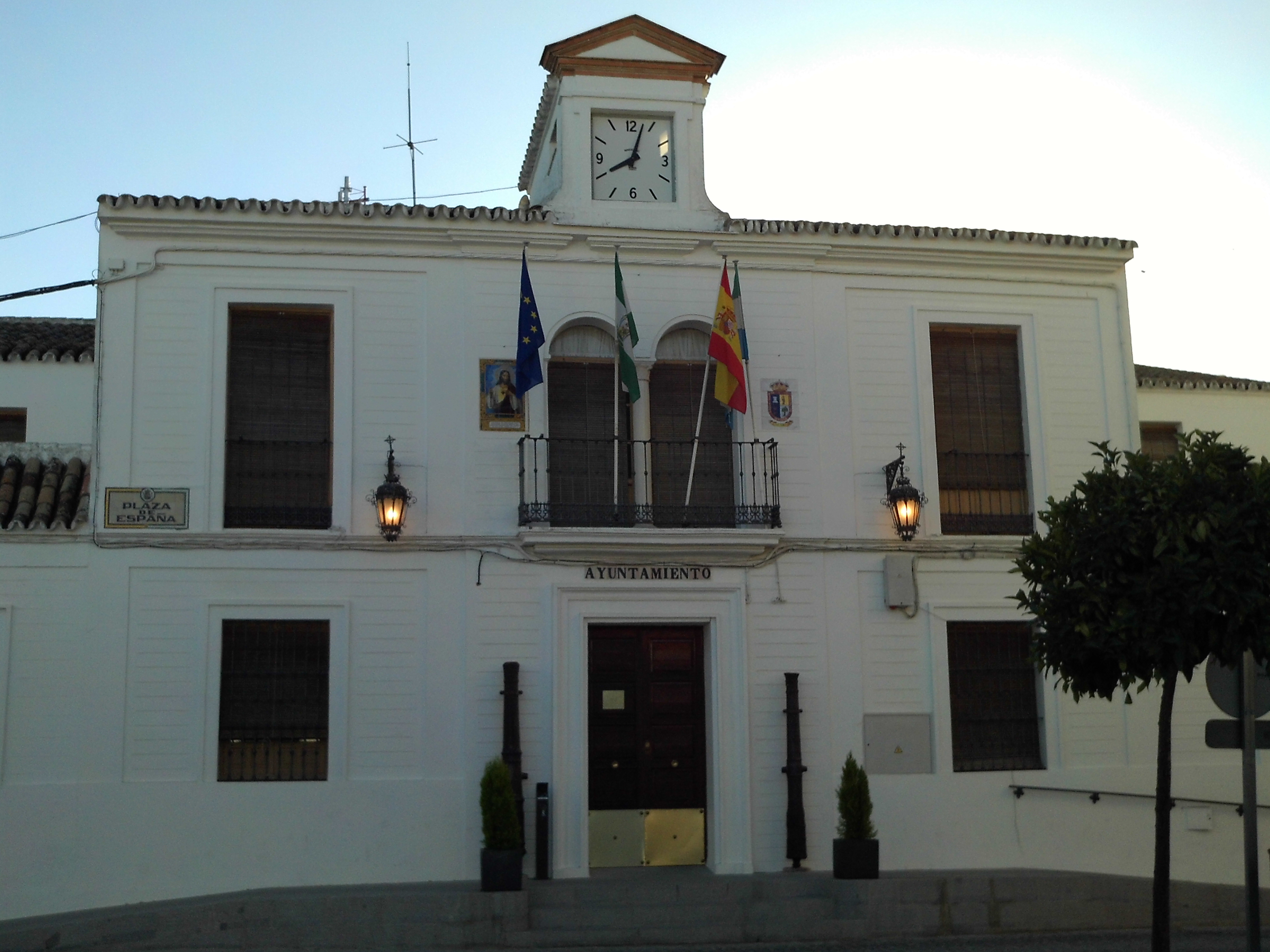
Ayuntamiento de la localidad.

## Geografía humana

### Demografía
Cuenta con una población de 5580 habitantes (INE 2024).
| Gráfica de evolución demográfica de Salteras entre 1842 y 2021                                                        |
| |
| Población de derecho según los censos de población del INE. Población de hecho según los censos de población del INE. |

| 4,142                     | 4,391 | 4,692 | 4,897 | 5,009 | 5,177 | 5,298 | 5,368 | 5,449 | 5,468 | 5,492 | 5,498 | 5,499 | 5,477 |
| (Fuente: INE [Consultar]) |       |       |       |       |       |       |       |       |       |       |       |       |       |

| Relación de unidades poblacionales |             |                           |
| Entidades de población             | Hab. (2018) | Distancia a Salteras (km) |
| Salteras                           | 5.030       | -                         |
| La Fuemblanca                      | 337         | 0,3                       |
| La Alondra                         | 78          | 3                         |
| La Dehesilla                       | 14          | 0,7                       |
| Total municipio                    | 5.477       |                           |

El término municipal de Salteras, uno de los más extensos del aljarafe sevillano, cuenta además del núcleo central de la población de Salteras con 4 entidades menores: 
- Fuemblanca. Barrio moderno y prácticamente integrado en el casco municipal.
- La Alondra. Urbanización de carácter moderno.
- La Dehesilla.
- Palmaraya. Villa de carácter histórico, como su nombre indica de época romana Palma Regia. Es mencionada en el repartimiento (siglo XIII), en los siglos sucesivos quedó despoblada y sus tierras agregadas al término de Salteras, quedando únicamente un caserío que terminó siendo un cortijo (hoy hacienda las Duenas). En las inmediaciones del cortijo de Palmaraya a mediados del siglo XX se levantó la fábrica de ladrillos, que aún perdura. Algunas asociaciones de vecinos de Salteras han planteado que al lugar que ocupa la fábrica de ladrillo, el cruce de la carretera hacia Gerena y las dos viviendas familiares que existe, según se va a Gerena, enfrente de la fábrica se le dé el nombre de barrio de "Palmaraya" como recuerdo histórico de la zona. Por tanto sería la entidad municipal menos poblada de Salteras (4 habitantes) y más lejana (10 km).

### Economía
En lo que respecta a agricultura hay 4.014 ha de cultivos herbáceos, entre las que se encuentran 70 ha de maíz y 1.695 ha de trigo. Hay 756 ha de cultivos leñosos, de las cuales 87 ha son ha naranjos y 565 ha son de olivos de aceituna de mesa.
Al este del pueblo está el polígono industrial Malpesa. A 6 km al noreste del núcleo principal de población se encuentra el parque empresarial Los Llanos, junto a la autovía A-66.
La localidad cuenta con una estación de ferrocarril que dispone de servicios de Cercanías.

## Patrimonio

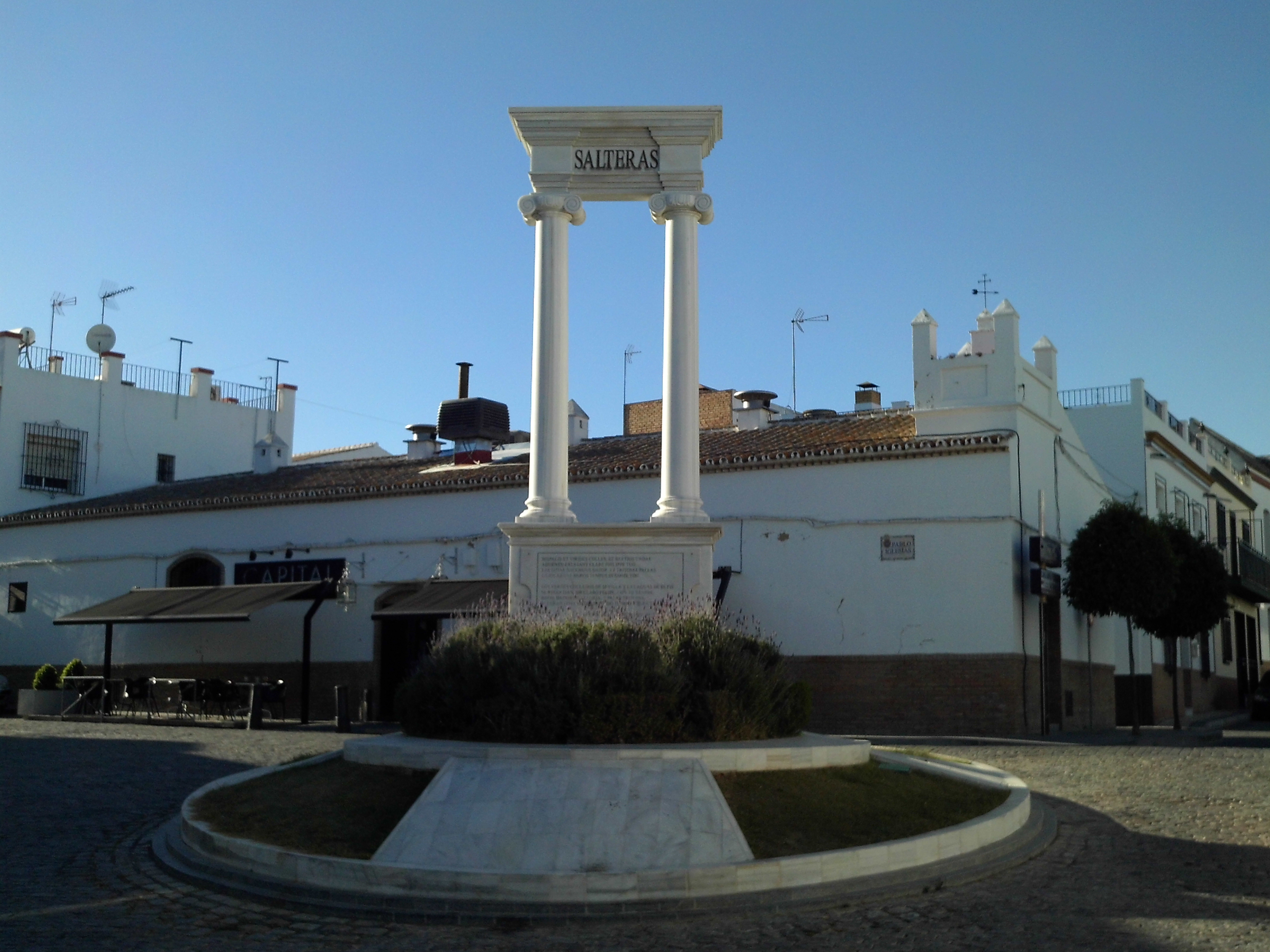
Un monumento a Felipe II en el municipio.

Entre los monumentos de la localidad destacan la iglesia mudéjar de Nuestra Señora de la Oliva, de entre finales del siglo XV y principios del XVI; se cuenta que la virgen de la Oliva apareció en un olivo, de ahí su nombre. La primera virgen, tristemente, se quemó en un incendio, se hizo a la virgen de la Oliva actual, la cual despertó mucha más devoción en el pueblo de Salteras. Más tarde hicieron otra imagen de la Oliva, la cual se parecía más a la imagen que se perdió en el incendio, pero el pueblo ya no quería otra imagen, querían a su Oliva, sin embargo a esta si que se le dio uso y ahora reside en el altar mayor de la parroquia.  la capilla de Nuestra Señora de la Oliva, cercana a la parroquia; la Hacienda del Mayorazgo, del siglo XVIII y hoy dedicada a casa de la cultura municipal; y el Pozo de la Alberquilla, de origen romano.

### Iglesia parroquial de Nuestra Señora de la Oliva
Es un templo de tres naves que data de finales del siglo XV y principios del XVI, salvo las entradas, que datan de finales del XVI y la torre, que fue finalizada en el XVII. Consta que en 1717 el maestro alarife Andrés de Silva realizó algunas reparaciones y que en 1762 Marcos Lebrón trabajó bajo la dirección de Pedro de Silva en la construcción de una nueva armadura para la nave central.

### Capilla de Nuestra Señora de la Oliva
Es un templo de una sola nave de la segunda mitad del XVIII pero ha sido tan reformado que no se parece en nada al original. En su retablo mayor, de estilo barroco, hay una Virgen de la Oliva del siglo XVIII. En la capilla también hay un Niño Jesús similar a los de Montañés, una pintura de la Virgen con el Niño del XVII, un cuadro del sacrificio de Isaac del XVIII y un cuadro del abrazo ante la Puerta Dorada. La lámpara es de 1772 y fue realizada por Cárdenas y Amat.

## Cultura y fiestas locales
Salteras cuenta con dos bandas conocidas que participan en varios cortejos procesionales: la Sociedad Filarmónica Nuestra Señora de la Oliva, fundada en 1913, y a la Sociedad Filarmónica Nuestra Señora del Carmen, fundada en 1928.
Hay dos hermandades de penitencia. Una es la Hermandad de los Negros (Real, Ilustre, Antigua y Fervorosa Hermandad del Triunfo de la Santa Cruz y Cofradía de Nazarenos del Santísimo Cristo de la Vera-Cruz, María Santísima de la Soledad Coronada, Santa María Magdalena y Nuestra Señora del Rosario en Sus Misterios Gloriosos) y la otra es la Hermandad de los Blancos (Antigua, Fervorosa Hermandad del Dulce Nombre del Niño Jesús, Nuestro Padre Jesús Nazareno, María Santísima de los Dolores, San Juan Evangelista y Santa Ángela de la Cruz).
La Hermandad de los Blancos sale en procesión el Martes Santo portando con un Jesús portando la cruz, el Jesús Nazareno, y una Virgen de los Dolores acompañada del apóstol Juan. La Hermandad de los Negros procesiona el Miércoles Santo procesiona con un Cristo de la Vera Cruz, una Virgen de la Soledad y María Magdalena.
En febrero tienen lugar las fiestas patronales en honor a Nuestra Señora de la oliva Coronada, siendo el primer domingo del mes la Función Principal y Procesión por las calles de la villa.
El día 15 de agosto se celebra el Corpus Christi, participando los pasos del Dulce Nombre de Jesús, la Virgen de la Oliva y el Santísimo Sacramento.

## Personas destacadas
• El gato macho. (Susi) - Conocido por el gran tamaño de su cabeza. Premios más importantes: "Al mejor sombrero de centeno" (2021) donde se gastaron tres fanegas de paja y tres kilogramos de pita para sujetarlo. 